# Still Breathing
Still Breathing är en amerikansk romantisk dramafilm från 1997 med regi och manus av James Ford Robinson.

## Handling
Fletcher McBracken är en kille som har en återkommande dröm där han ser en kvinna (Rosalyn Willoughby) som han aldrig har träffat. Fletcher reser från San Antonio till Los Angeles för leta efter drömtjejen Rosalyn. Han sysslar som dockspelare och letar efter kärleken medan Rosalyn är bedragare eftersom hon har gett upp på kärleken.

## Rollista
- Brendan Fraser - Fletcher McBracken
- Joanna Going - Rosalyn Willoughby
- Celeste Holm - Ida, farmor till Fletcher McBracken
- Angus Macfadyen - Philip